# Моновет
Моновет — одноразовий стерильний медичний виріб, призначено для забору біологічної рідини (крові, сечі).

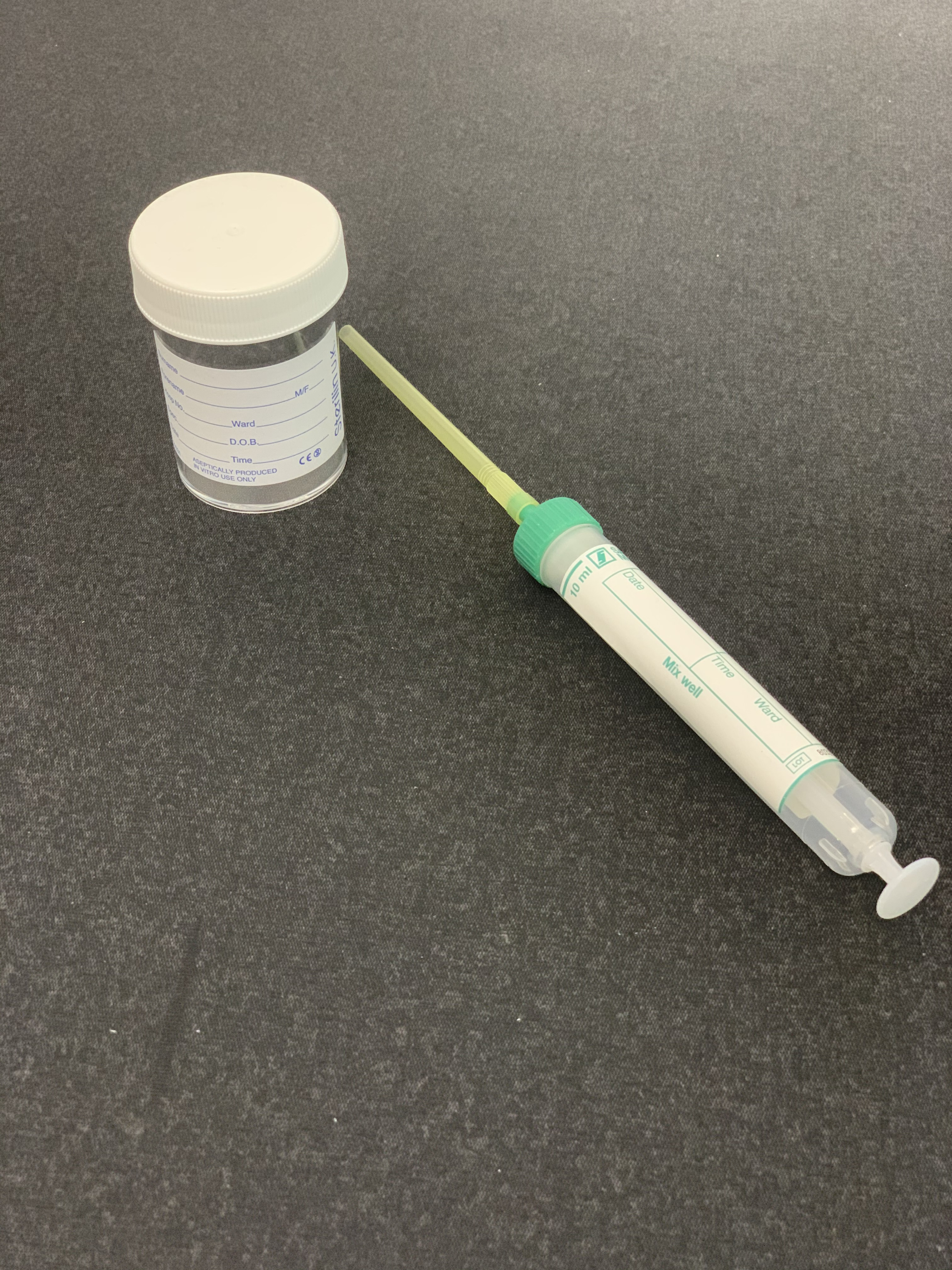
Моновет з резервуаром (для забору сечі)

Є зареєстровані торговельні марки: Kabevette®, Monovette®.
Система моновет належить до активних систем забору рідини — аспірація вмісту відбувається внаслідок відтягування поршня (як у шприца).

## Будова
1. Шприц-система
2. Одноразова двобічна асиметрична голка, з захистом

Шприц-система може мати різний колір ковпачка, залежно від внутрішнього вмісту, маркування схоже до вакутайнера.
Ковпачок шприц-системи для забору сечі (V-моновет) має іншу конструкцію ніж для забору крові (S-моновет), у порівнянні.

## Застосування
Забір рідини можна провести:
- аспіраційно (як звичайним шприцом)
- вакуумно

При аспіраційному заборі, після приєднання голки і введення її в порожнину, вміст аспірують відтягуванням за «хвіст» поршня. Після забору рідини «хвіст» поршня в шприц-системі відламують і голку від'єднують. Шприц-система перетворюється на контейнер (пробірку) із досліджуваною рідиною.
При вакуумному заборі, одразу відтягують поршень і відламують «хвіст». Тоді приєднують голку і вводять в порожнину, внаслідок створеного від'ємного тиску в середині шприц-системи, вона потягне «на себе» рідину. Після забору — голку від'єднують.

### Відео
- Sarstedt S-Monovette Blood Collection System на YouTube 3.53", 2014